# Леоновская (Ровдинское сельское поселение)
Леоновская — нежилая деревня в Шенкурском районе Архангельской области. Входит в состав муниципального образования «Ровдинское».

## География
Деревня расположена в южной части Архангельской области, в таёжной зоне, в пределах северной части Русской равнины, в 63 километрах на юг от города Шенкурска, на правом берегу реки Пуя, притока Ваги. Ближайшие населённые пункты: на севере село Демидовское, на юго-востоке деревня Тырлинская. В километре на восток от деревни проходит автомобильная дорога федерального значения М8 «Холмогоры» (Москва—Архангельск).
Часовой пояс
Леоновская, как и вся Архангельская область, находится в часовой зоне МСК (московское время). Смещение применяемого времени относительно UTC составляет +3:00.

## Население
| 2002 | 2010 | 2012 |
| ---- | ---- | ---- |
| 3    | ↘0   | →0   |

## История
Указана в «Списке населённых мест по сведениям 1859 года» в составе Шенкурского уезда(1-го стана) Архангельской губернии под номером «2109» как «Леоновская(Дъяковская)». Насчитывала 7 дворов, 28 жителей мужского пола и 22 женского.
В «Списке населенных мест Архангельской губернии к 1905 году» деревня Леоновская(Дьяковская) насчитывает 12 дворов, 43 мужчины и 30 женщин.  В административном отношении деревня входила в состав Нижнепуйского сельского общества Ровдинской волости.
На 1 мая 1922 года в поселении 19 дворов, 32 мужчины и 55 женщин.